# Cap Renard

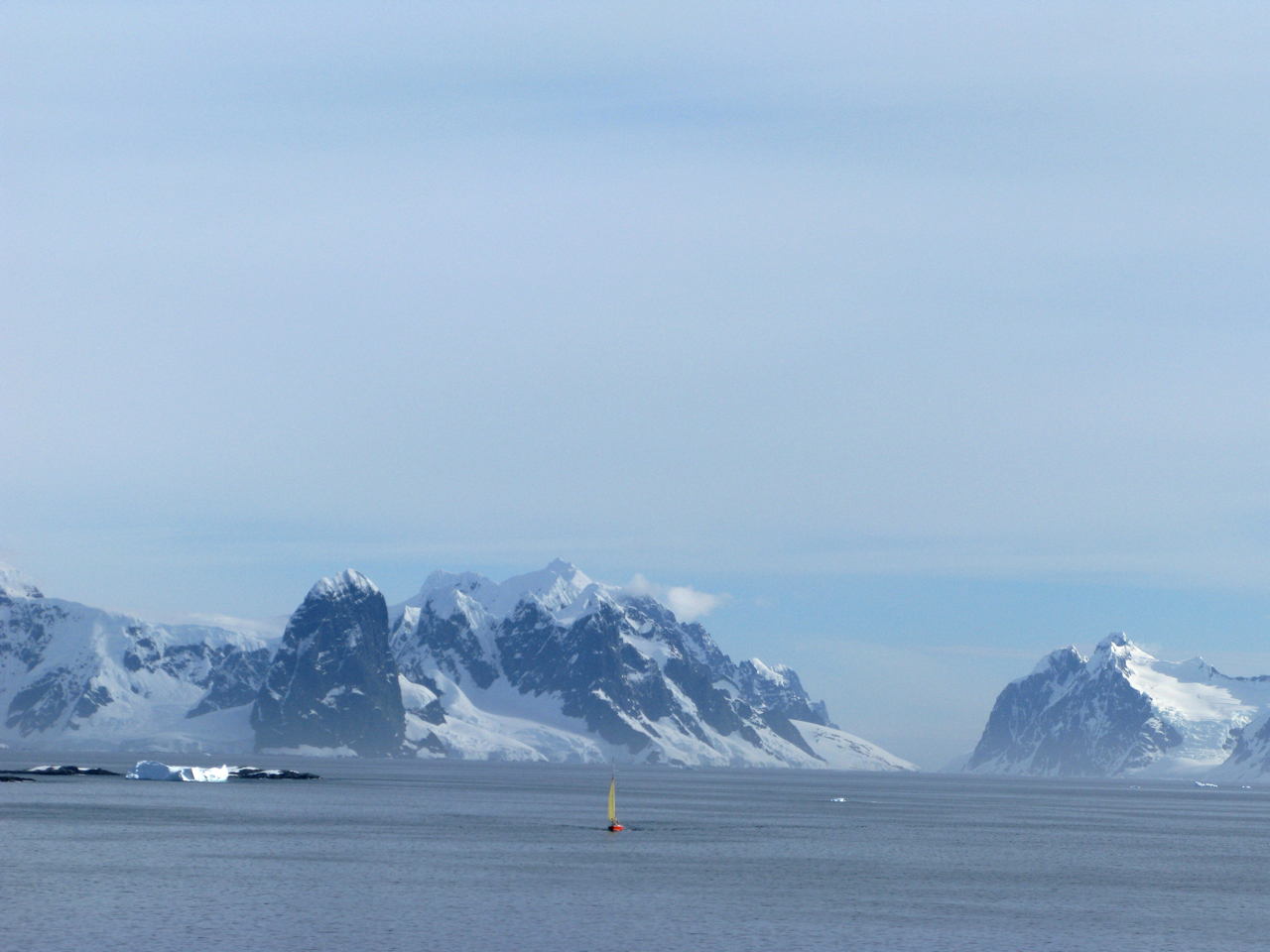
Le cap Renard à gauche (en face le Chenal Lemaire et à droite l'île Booth

Le cap Renard est un cap de la côte ouest de la péninsule Antarctique situé sur la partie sud de l'embouchure de la baie Flandres qui sépare les terres Graham et Danco. Découvert par l'explorateur belge Adrien de Gerlache lors de l'expédition du navire Belgica de 1897-1899 et nommé en l'honneur de Alphonse-François Renard, membre de Belgica Commission et de l'Académie Royale de Belgique.

## Source
- Geographic Names Information System